# Jakub Fiala
Pour les articles homonymes, voir Fiala.
Jakub Fiala, né le 24 mai 1975 à Prague, est un skieur alpin américain.

## Coupe du Monde
- Meilleur classement final : 76e en 2003.
- Meilleur résultat : 13e.